# Paravilla leucothoa
Paravilla leucothoa är en tvåvingeart som först beskrevs av Christian Rudolph Wilhelm Wiedemann 1830.  Paravilla leucothoa ingår i släktet Paravilla och familjen svävflugor. Inga underarter finns listade i Catalogue of Life.